# معركة ياد مردخاي
دَارَت معركة ياد مردخاي (بالإنجليزية: Battle of Yad Mordechai)‏ بين مصر وإسرائيل خلال حرب 1948م عند المٌسْتَوْطَنَة\الكيبوتز الإسرائيلي ياد مردخاي. حيث هاجَم المصريون المستوطنة عدة مرات في يَوْمَيْ 19 و20 مايو ولكنهم لم ينجحوا في تحريرها. وعادوا في 23 مايو في هجوم نهائي استطاعوا فيه الحصول على جزء منها، ولَحِق ذلك انسحاب الإسرائيليين من باقي الأجزاء. وفي 24 مايو أصبحت ياد مردخاي كاملة تحت السيطرة المصرية بعد ساعات من القصف المدفعي على ذلك الكيبوتز الذي كان خاليًا من السكان، حيث أن المصريين لم يكونوا على دراية بالانسحاب الإسرائيلي.
استطاع المستوطنون في الكيبوتز بمساعدة 20 مُقَاتِلًا من الهاجاناه تأخير القوات المصرية لمدة خمسة أيام قبل سيطرتها على الكيبوتز، بالتالي تأخير تَقَدُّم القوات المصرية داخل فلسطين، مما أَفْسَح المجال أمام القوات الإسرائيلية للتحضير للتصدي للقوات المصرية التي كانت كانت تتقدم تجاه شمال فلسطين، وبالفعل نجحت القوات الإسرائيلية في إيقاف التقدم المصري بعدها بأقل من أسبوع عند منطقة عاد حالوم في مدينة إِسْدُود.

## خلفية
ياد مردخاي هو مُسْتَوطَنَة\كيبوتز صغير يتموضع جنوب فلسطين المحتلة، بُنِي في ثلاثينيات القرن العشرين، وأُعِيدَتْ تسميته في 1943م نسبة إلى مردخاي أنيليفيتش قائد ثورة غيتو وارسو. يُسَيْطِر الكيبوتز -الواقع على قمة تلة- على الطريق الساحلي بين غزة ومَجْدَل (الآن عسقلان). وقد وَقَع الكيبوتز ضمن المنطقة العربية حسب قرار الأمم المتحدة بتقسيم فلسطين سنة 1947م.
أَرْسَلَتْ مصر قوَّة تدخل سريع تَكَوَّنَتْ من حوالي 10,000 رجل تحت قيادة اللواء أحمد علي المواوي إلى فلسطين في إبريل 1948م. وقَسَم المواوي القوة إلى جُزْءَيْن، أحدهما يزحف إلى مدينة القدس، والآخر يَتَقَدَّم إلى الساحل الفلسطيني نحو تل أبيب.
وخلال التقدم داخل فلسطين، تجاوز المصريون العديد من المستوطنات دون الاشتباك معها، ولكن عند وصولهم إلى ياد مردخاي في 16 مايو، قرر المواوي أن المستوطنة كبيرة جدًّا وذات دفاع متين لا يمكن تجاوزها بتلك البساطة، فقرر هجومها وتحريرها. استطاع المصريون وقتها الإفادة من المدرعات، والمدفعية، والدعم الجوي. كما أنهم خَصَّصُوا 2,500 جندي لهجوم المستوطنة، وهو عدد أكبر بكثير من المُسْتَوْطِنِين في الكيبوتز البالغ عددهم 130 مستوطنًا.
وفي اجتماع لأعضاء الكيبوتز، تَقَرَّر إخلاء النساء والأطفال قبل بداية المعركة. وفي ليلة 18-19 مايو، وَصَلَتْ سَرِيَّة إغاثة إسرائيلية إلى الكيبوتز وأَخْلَتْ 92 طفلًا. وبقي 120 مستوطنًا (20 منهم نساء) بالإضافة إلى فِرْقَتَيْن من البلماح مُجَهَّزَتَيْن بأسلحة خفيفة ومدفع رشاش متوسط وقطعة واحدة من سلاح بِيَات المحمول باليد والمضاد للدبابات.

## المعركة

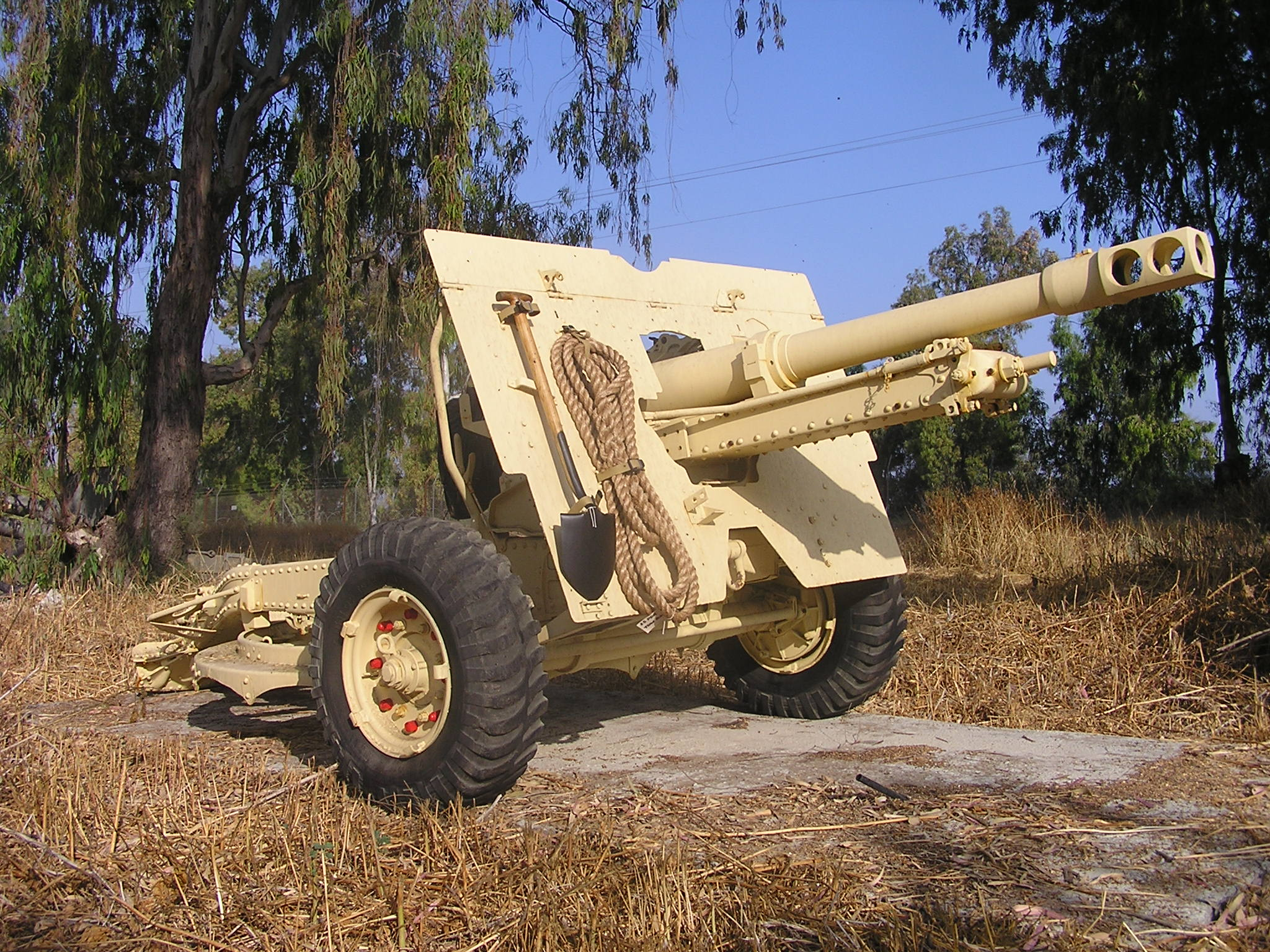
مدفع مصري 25 لتر

استغرق المصريون يَوْمَيْن في تجهيز الهجوم. وفي 19 مايو، هَاجَمتْ كَتِبَتَا مشاة وكتيبة مُدَرَّعَات واحدة الكيبوتز بِمُصَاحَبَة دعم مِدْفَعِيّ. ونجح المصريون في اختراق الحاجز الخارجي المحيط بالكيبوتز، ولكن بعد ثلاث ساعات من القتال العنيف جرى صَدُّهُم وإخراجهم منه، وتركوا وراءهم عشرات الضحايا، بينما وَقَع خمسة قتلى و11 جريحًا في صفوف المُسْتَوْطِنِين الإسرائيليين. وأَعْلَنَت الإذاعة المصرية سقوط المُسْتَوْطَنَة قبل أن يحدث ذلك. وفي اليوم التالي -20 مايو تحديدًا- أطلق المصريون عدة هَجَمَات أخرى (يقول كينيث بولاك أنها أربعة، بينما قال بيني موريس أنها سبعة هَجَمَات)، ولكنها باءت بالفشل كلها. وقُتِل 13 إسرائيليًّا في ذلك الهجوم، وجُرِح 20 شخصًا آخر، بينما عَانَى الجانب المصري من عشرات الضحايا. وفي تلك الليلة، أَرْسَلَت قوات البلماح فريق تعزيزات عسكري، تضمن 6 جنود بريطانيين مُنْشَقِّين انضموا للجيش الإسرائيلي، وسلاح بِيَات (PIAT) المضاد للدبابات، وثلاثة مدافع رشَّاشَة. ساهَم انعدام فعالية التغطية المدفعية المصرية بالإضافة إلى صعوبة التنسيق بين المشاة والمدرعات في إعاقة الجيش المصري.
بعد هَجَمَات 20 مايو، أعاد المصريون تنظيم صفوفهم حيث حَسَّن أحمد علي المواوي التنسيق بين قواته. وقضى المصريون يَوْمَيْ 21-22 مايو في قَصْف الكيبوتز. ومَنَعَتْ القوات الجوية المصرية سَرِيَّة إغاثة إسرائيلية من الوصول إلى الموقع. دُمِّرَتْ جميع المباني في المُسْتَوْطَنَة، وأصبح المستوطنون «يسكنون الكهوف والأنفاق». وبحلول 22 مايو، كان المستوطنون يتوسَّلُون القيادة الإسرائيلية للانسحاب من المنطقة، خاصة مع وجود عشرات المصابين بينهم. وفي الهجوم المصري النهائي يوم 23 مايو قَدَّمَتْ المُدَرَّعَات دَعمًا أفضل لقوات المشاة، مما نتج عنه أن استطاع المصريون السيطرة على جزء من المستوطنة. وفي المساء، انسحب المستوطنون الإسرائيليون من المستوطنة بعد إنهاكهم في القتال وشُحّ الذخيرة لديهم. ولكن المصريين لم يعلموا بشأن الانسحاب الإسرائيلي، بالتالي فَتَحُوا نيران المدفعية في اليوم التالي لمدة 4 ساعات على الكيبوتز الذي كان فراغًا وقتها. وبعد القصف، دخل المصريون المستوطنة مُنْهِين بذلك المعركة.

## التَّبِعَات
أَدَّى تأخير الإسرائيليين لتقدم الجيش المصري عند ياد مردخاي إلى توفير الوقت اللازم لجيش الدفاع الإسرائيلي حديث التأسيس لتنظيم خط دفاعي للتصدي للتقدم المصري نحو الشمال والذي كان متوجهًا نحو تل أبيب. وبقيت المنطقة تحت سيطرة الجيش المصري حتى 5 نوفمبر، وذلك بعد عدة أيام من عملية يوآف، حيث أعادت القوات الإسرائيلية احتلال المنطقة والسيطرة على الكيبوتز الذي كان لا يزال مدمرًا.